# Glyptina cyanipennis
Glyptina cyanipennis är en skalbaggsart som först beskrevs av George Robert Crotch 1873.  Glyptina cyanipennis ingår i släktet Glyptina och familjen bladbaggar. Inga underarter finns listade i Catalogue of Life.